# Bague du Super Bowl

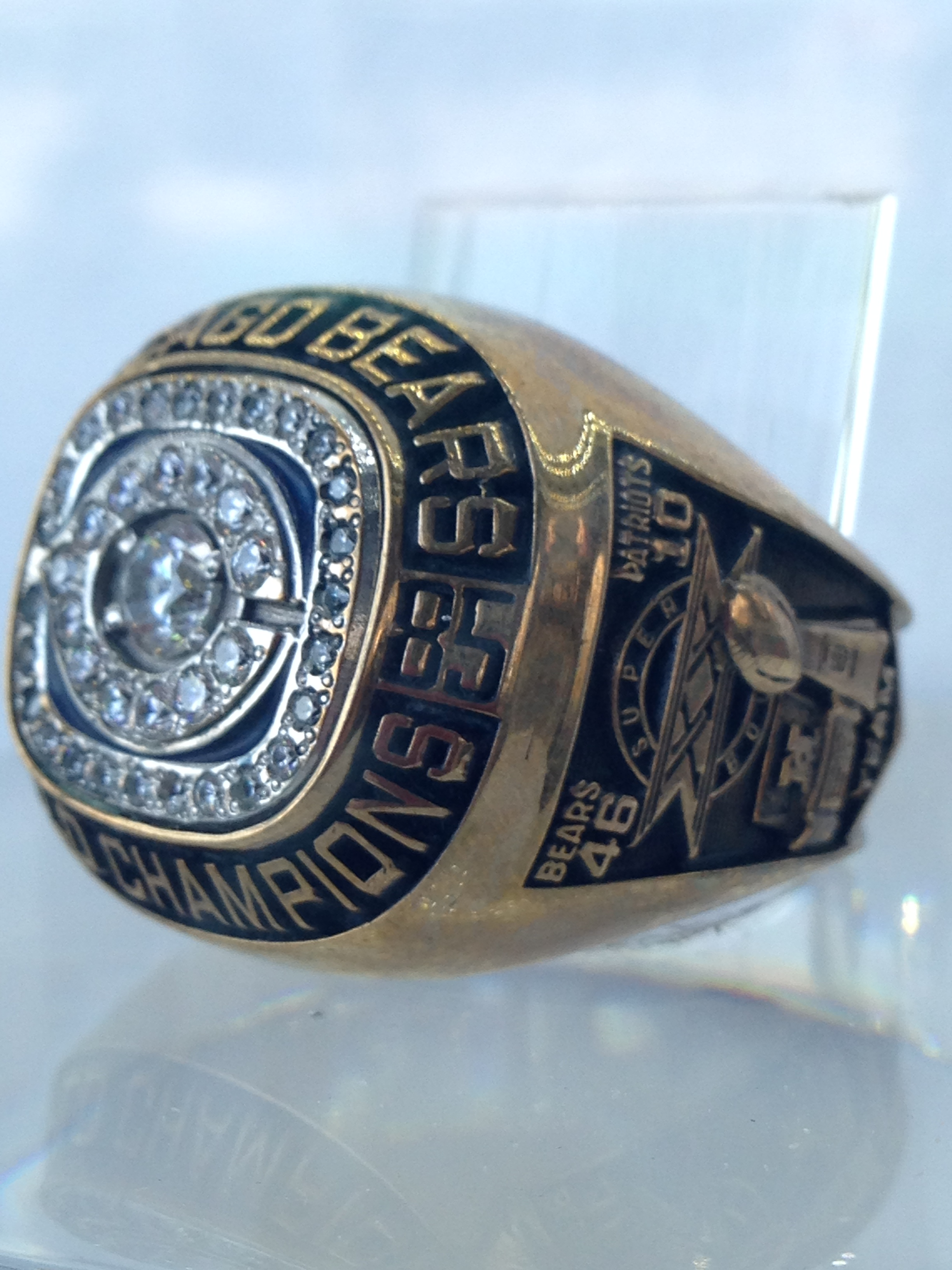
Une bague du Super Bowl.

La bague du Super Bowl est un prix remis chaque année aux vainqueurs du Super Bowl organisé par la National Football League (NFL). À la différence du trophée Vince-Lombardi (prix décerné en un seul exemplaire à l'équipe gagnante), une bague du Super Bowl permet à chaque joueur, entraîneur et membre de l'organisation de conserver un souvenir de sa victoire. La NFL finance la fabrication de ces bagues dans la limite de 150 pièces.

## Historique
Des bagues personnalisées ont été créées pour toutes les équipes ayant remporté le Super Bowl depuis sa création en 1966. Elles sont un symbole de la réussite des joueurs.
« 
C'est un symbole d'excellence. C'est un symbole qui montre que vous êtes bon, le meilleur à avoir joué.
 »
— Torry Holt,
La première bague de champion a été faite en or jaune avec un seul diamant rond au milieu de celle-ci et les inscriptions « Green Bay Packers World Champions 1966 » autour du diamant. En général, le nombre de diamants sur la bague représente le nombre de Super Bowls remportés par la franchise. La bague de vainqueur du Super Bowl la plus large créée est d'une taille 23 pour le joueur William Perry après qu'il a remporté le Super Bowl XX,.
En 2005, le propriétaire des Patriots de la Nouvelle-Angleterre Robert Kraft rend visite au président russe Vladimir Poutine et lui montre sa bague de champion. Poutine la prend, la garde et l'expose dans la bibliothèque du Kremlin. La bague de champion des Patriots du Super Bowl XXXIX est la plus lourde, pesant 110 grammes. En 2011, les Packers de Green Bay sont les premiers à recevoir des bagues en platine. En 2015, chaque bague de champion des Patriots de la Nouvelle-Angleterre coûte 36 500 dollars, les plus chères de l'histoire, et contiennent 205 diamants et 4,85 carats,.

## Fabrication
Chaque année, des joailliers proposent des bagues et les équipes vainqueurs choisissent le fabricant. La marque Jostens a produit 30 éditions de bagues de vainqueurs du Super Bowl. En plus des joueurs et des entraîneurs, l'équipe logistique, les employés de la franchise, les cheerleaders ou d'autres membres clefs de l'organisation peuvent recevoir une bague si la franchise vainqueur le décide.

## Valeur et revente
Les répliques des anciennes bagues sont des objets de collection très populaires tout comme les véritables.
Dave Meggett (en) est connu pour avoir mis sa bague en vente sur eBay. Deux bagues remportées par les Steelers de Pittsburgh en 1970 ont été vendues pour 69 000 $ pièce en 2008. Celle du safety des Patriots Je'Rod Cherry (en) (Super Bowl XXXVI) a fait l'objet d'une loterie en novembre 2008 au profit de plusieurs associations caritatives travaillant pour aider les enfants en Afrique et en Asie. Le tight end Shannon Sharpe, a donné sa première bague (Super Bowl XXXII) à son frère Sterling dont la carrière fut interrompue par une blessure.
En 2005, un incident international mineur a éclaté quand il a été rapporté que le président de la fédération de Russie Vladimir Poutine aurait dérobé une bague des Patriots appartenant à Robert Kraft. Kraft a rapidement publié une déclaration disant qu'il lui avait donné la bague par « respect et admiration » pour le peuple russe et son dirigeant Poutine. Kraft a déclaré plus tard que cette déclaration était fausse et qu'elle avait été publiée sous la pression de la Maison Blanche,,,. La bague est exposée au Kremlin, avec d'autres « cadeaux ».

## Personnalités ayant reçu le plus de bagues du Super Bowl
Après le Super Bowl LIII (saison 2018), les personnalités du monde du football américain ayant obtenu le plus grand nombre de bagues de vainqueurs du Super Bowl sont : 
- Huit bagues
  - Bill Belichick : deux comme coordinateur défensif des Giants de New York et six en tant qu'entraîneur principal des Patriots de la Nouvelle-Angleterre.
- Sept bagues
  - Neal Dahlen : cinq avec les 49ers de San Francisco (encadrement de l'équipe et des joueurs) et deux avec les Broncos de Denver (manager général) ;
  - Tom Brady : six en tant que quarterback titulaire des Patriots de la Nouvelle-Angleterre et une en tant que quarterback titulaire des Buccaneers de Tampa Bay.
- Six bagues
  - Robert Kraft : six en tant que propriétaire des Patriots de la Nouvelle-Angleterre ;
  - Josh McDaniels : une en tant qu'assistant personnel, une en tant qu'assistant défensif, une en tant qu'entraîneur des quarterbacks et trois en tant que coordinateur offensif, toutes avec les Patriots de la Nouvelle-Angleterre ;
  - Dan Rooney et Art Rooney II : six en tant que dirigeants des Steelers de Pittsburgh ;
  - Chuck Noll : quatre comme entraîneur principal et deux comme consultant de l'équipe avec les Steelers de Pittsburgh ;
  - Bill Nunn : six en tant que recruteur des Steelers de Pittsburgh ;
  - Joe Greene : quatre comme defensive tackle et deux comme assistant aux joueurs avec les Steelers de Pittsburgh ;
  - Mike Woicik : trois avec les Cowboys de Dallas et trois avec les Patriots de la Nouvelle-Angleterre en tant qu'entraîneur physique.

## Galerie de photographies

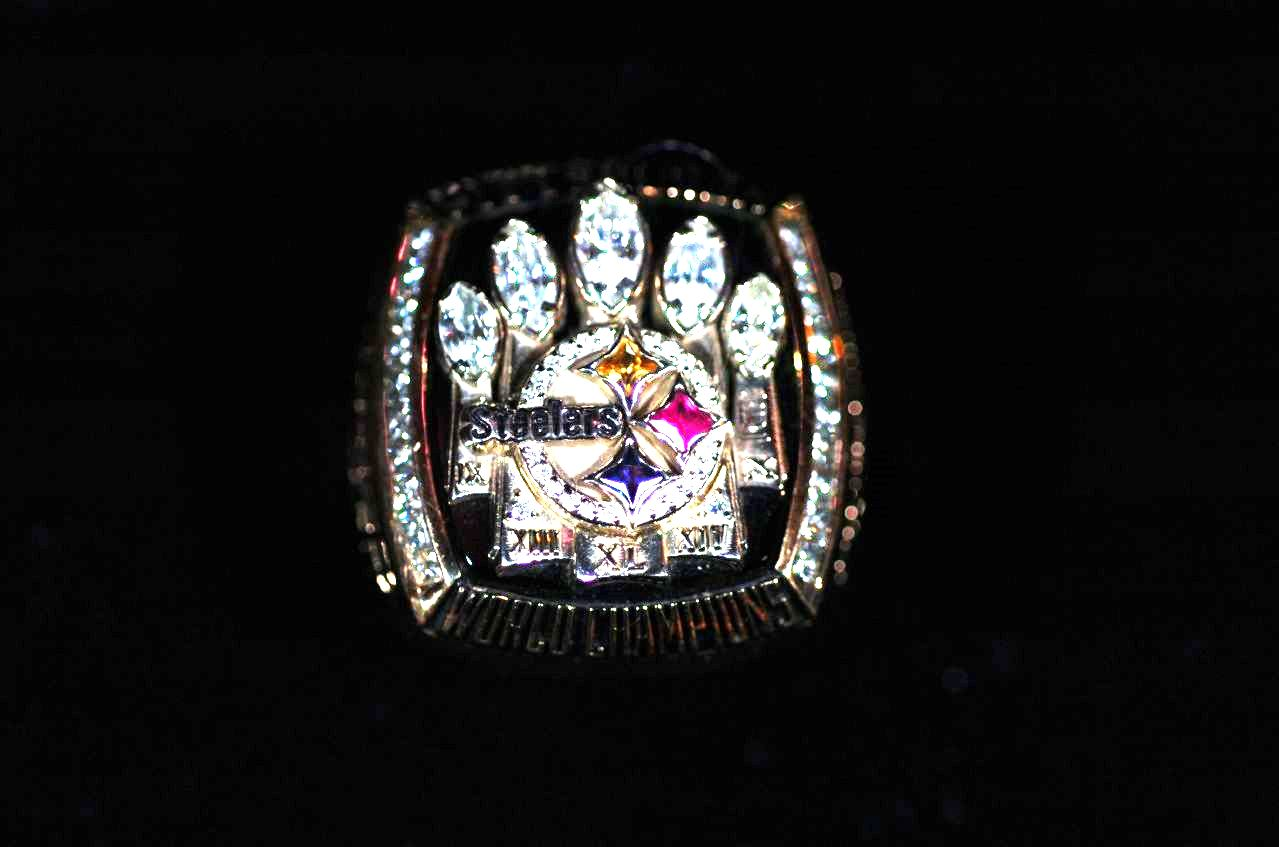
Une des bagues du Super Bowl XL remportées par les Steelers de Pittsburgh.
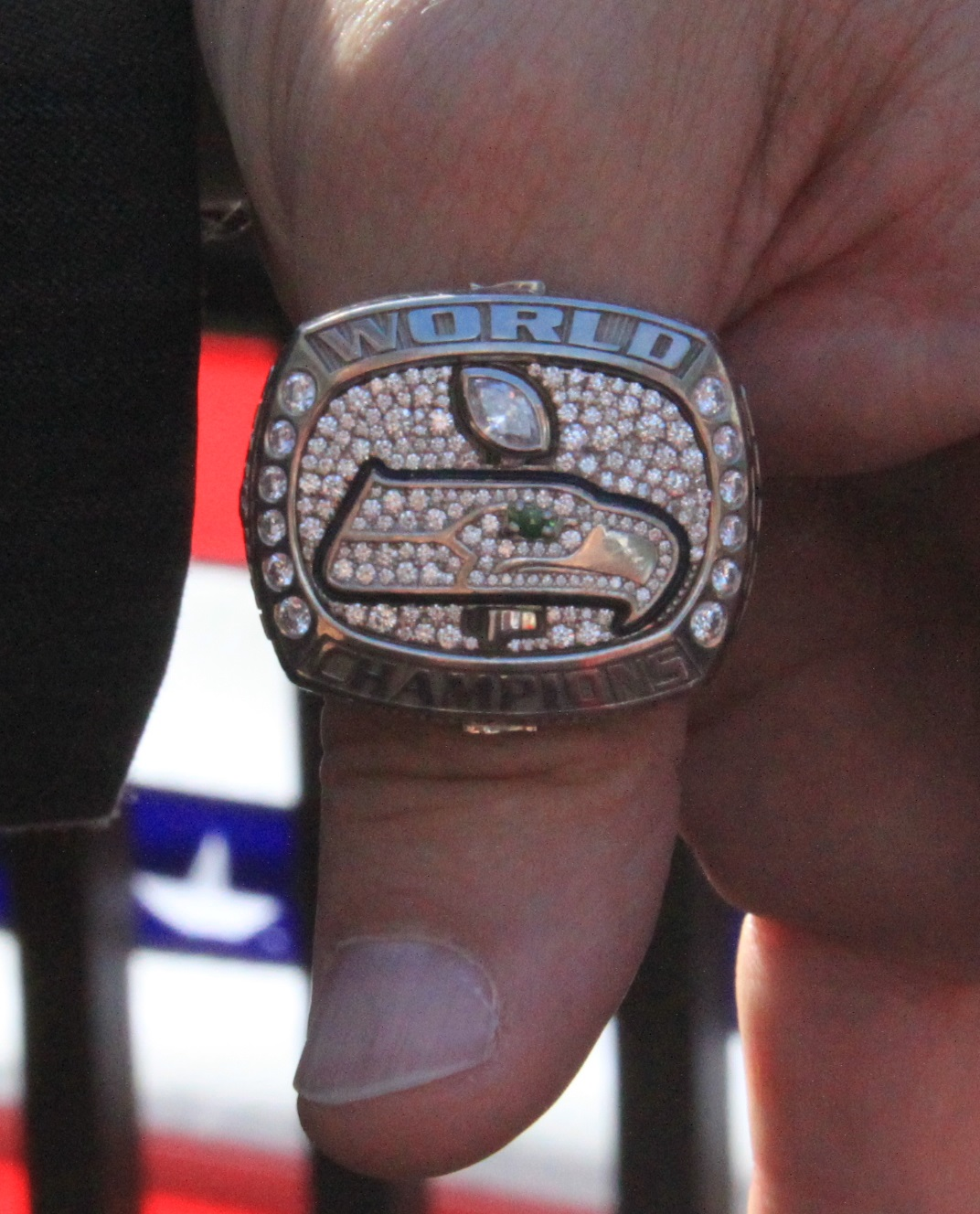
Bague de champion des Seahawks de Seattle.
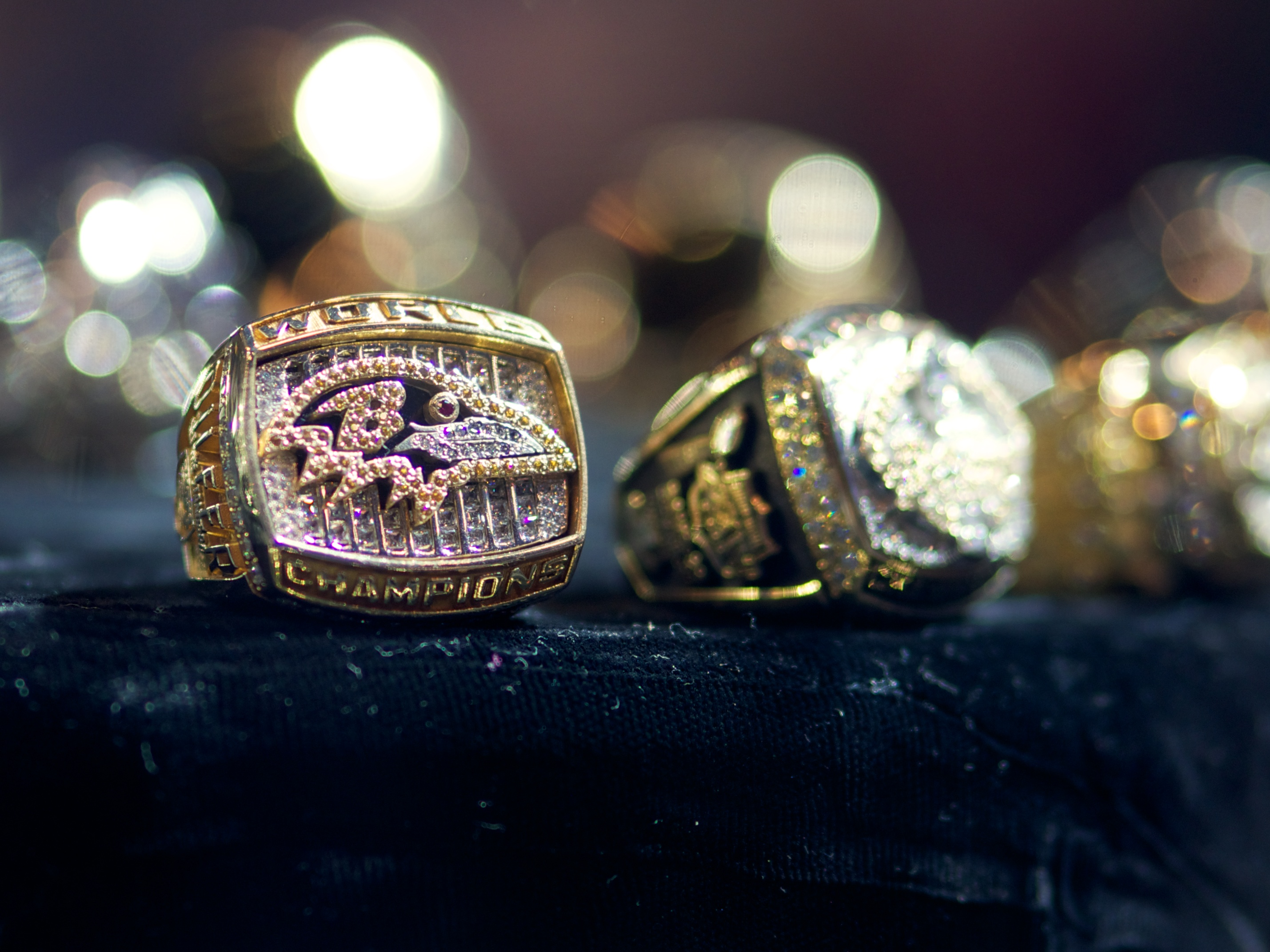
Bague de champion des Ravens de Baltimore.
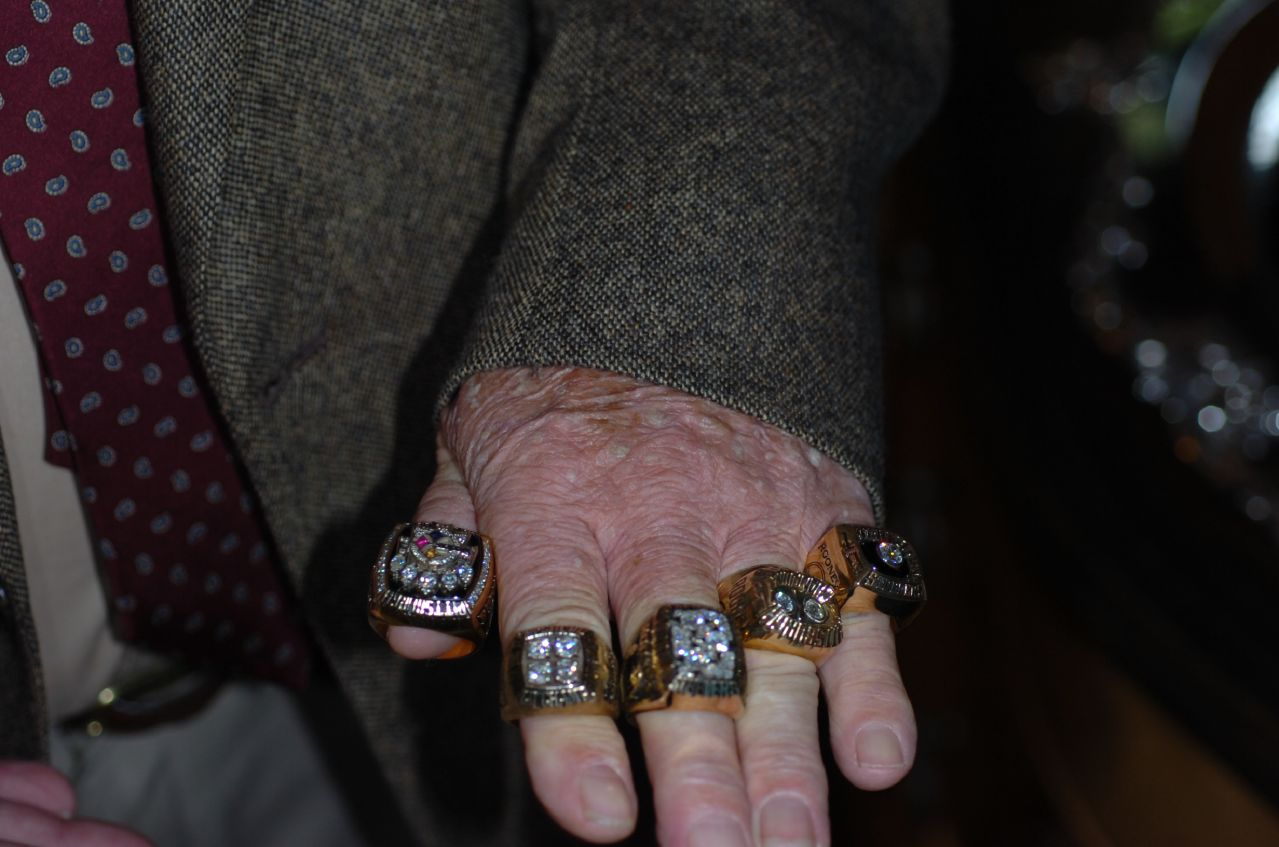
Bagues de champion des Steelers de Pittsburgh.